# Szabó József (orvos, 1882–1929)
Szabó József (Kolozsvár, 1882. március 10. – Szeged, 1929. július 5.) magyar orvos, ideg- és elmegyógyász, egyetemi tanár.

## Életpályája
Kolozsváron végezte az egyetemet, ahol 1906-ban szerezte diplomáját. Doktorrá avatása után a Kolozsvári Tudományegyetem Idegkórtani Klinikáján tanársegédként dolgozott Lechner Károly tanítványaként. 1910-ben magántanári képesítést nyert, ezután tanulmányútra ment Bécsbe és Hamburgba. A szegedi egyetem megnyitásakor az Elme- és Ideggyógyászati Klinika adjunktusa, 1922-ben egyetemi nyilvános rendes tanár lett.
Tudományos munkásságába beletartoztak az elmekórtan különböző területei, de foglalkozott az agy-gerincvelői folyadék különböző vegyi reakcióival is a tabes dorsalis és paralisis progressiva eseteiben.